# Azidálás
Az azidálás a lehető legkisebb kémiai módosítás, mely fotoreaktívvá tehet egy molekulát (3 nitrogénatom hozzáadását jelenti), és nem változtatja meg az eredeti vegyület biológiai aktivitását.

## Előnye
Az azidált vegyületeknek három fő előnyük van:
1. a kismolekulás interaktóm nagy hatékonyságúvá válik, a gyenge kölcsönhatások is felfedezhetőek lehetnek, melyre eddig nem volt lehetőség;
2. javítja a biológiailag aktív vegyületek farmakodinamikai és farmakokinetikai tulajdonságait, mivel a kovalens kötés meghosszabbítja a hatásukat;
3. nemrég kimutatták, hogy a 2-foton besugárzással kiváltható a keresztkötés (lásd molekuláris tetoválás), ennek eredményeképp egy molekula hatását akár femtoliteres térfogatban jól meghatározottan lokalizálhatóak. Ez az eddig példátlan térbeli és időbeli kontroll elősegíti a biológiailag aktív molekulák hatásának lokalizációját in vivo vizsgálatokban, mind sejtes, mind szubcelluláris szinten.